# Демократическая партия (Италия)
Демократическая партия (итал. Partito Democratico — PD) — итальянская левоцентристская политическая партия, основанная в 2007 году.

## Учреждение партии
Партия является преемником существовавшей в 1995—2007 коалиции «Оливковое дерево» (итал. L'Ulivo), терявшей поддержку избирателей. Входившие в коалицию партии (Левые демократы, Маргаритка: Демократия — это свобода и другие) договорились о создании новой политической силы вскоре после парламентских выборов 2006 года. 14 октября 2007 прошли открытые выборы главы будущей партии, на которых около 75 % голосов получил мэр Рима Вальтер Вельтрони. 28 октября в Милане состоялся учредительный съезд партии, а 21 ноября была утверждена символика партии.

## Парламентские выборы 2008 года

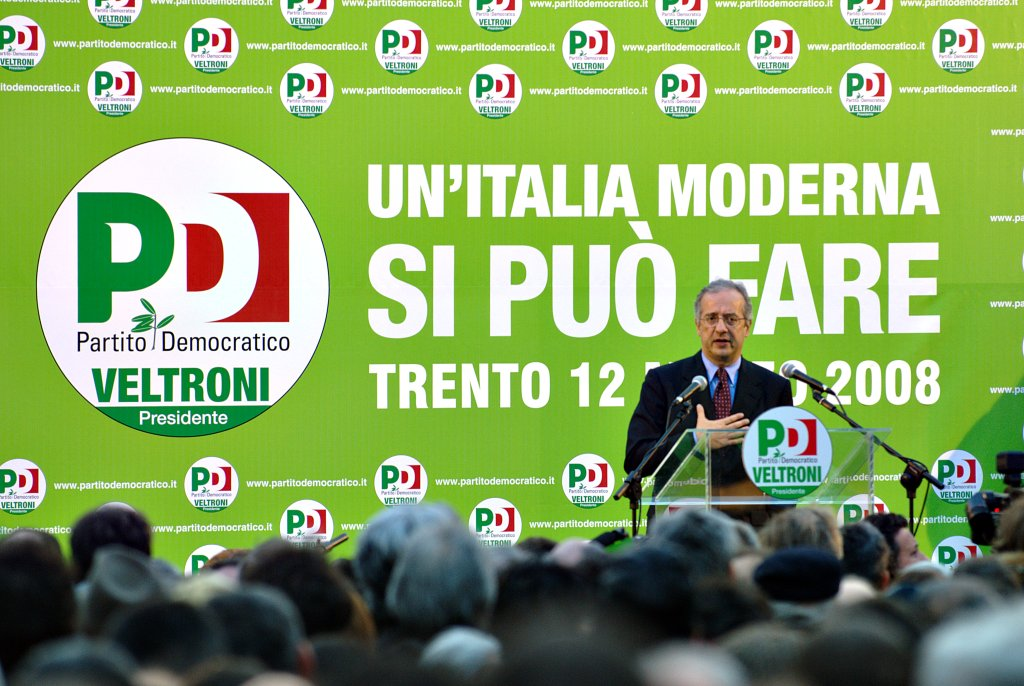
Вальтер Вельтрони выступает на предвыборном митинге в Тренто 12 марта 2008

В 2008 году на досрочных парламентских выборах партия получила 12 092 998 голосов (возглавляемый ей альянс — 13 686 673 голоса) на выборах в нижнюю палату. На проходивших одновременно выборах в сенат партия получила в общей сложности 11 042 325 голосов, а возглавляемый ей альянс — 12 456 443 голоса. Всего левоцентристский альянс во главе с ДП получил 246 из 630 мест в нижней палате и 132 из 315 мест в Сенате. На выборах в основе программы партии были два направления: активизация социальной политики и политическая реформа, призванная стабилизировать политическую жизнь Италии. Победу на этих выборах одержала правоцентристская коалиция, которую возглавлял лидер Народа свободы Сильвио Берлускони.
15-16 февраля 2009 года состоялись местные выборы на Сардинии, на которых бывший губернатор и видный деятель ДП Ренато Сору потерпел сокрушительное поражение от представителя Народа свободы Уго Каппеллаччи. Также имели место другие политические провалы партии, вызвавшие резкую критику в адрес Вельтрони. В феврале 2009 Вальтер Вельтрони подал в отставку с поста секретаря партии, а его место временно занял Дарио Франческини. С уходом Вельтрони прекратило существование теневое правительство ДП, назначен новый секретариат партии и новые кураторы отдельных направлений политики (responsabili per tematiche politiche).
На прошедших в июне 2009 выборах в Европарламент ДП получила 21 место из 73, отведённых для Италии.
25 октября 2009 года прошли вторые открытые выборы секретаря партии, на которых с результатом 53,15 % голосов победил Пьер Луиджи Берсани, оставив на втором месте Дарио Франческини (того поддержали 34,31 % участников голосования), и на третьем — Иньяцио Марино (12,54 %).

## Парламентские выборы 2013 года

### Представительство в парламенте XVII-го созыва
ДП одержала победу на парламентских выборах 24-25 февраля 2013 года, пойдя на них во главе коалиции «Италия. Общее благо». На выборах в Палату депутатов партия получила 25,42 % голосов избирателей и 292 места, в Сенат — 27,4 % голосов и 105 мест.
Численность и состав фракции постоянно меняется в связи с переходами депутатов, по состоянию на 9 июля 2014 года фракция ДП в Палате депутатов насчитывала 296 человек, председателем фракции являлся Роберто Сперанца, ко 2 июня 2015 года численность фракции выросла до 309. По состоянию на 2 июля 2014 года фракция ДП в Сенате насчитывает 109 человек, возглавлял фракцию Луиджи Дзанда; по состоянию на 2 июня 2015 года численность фракции составила 113 человек.

### Правительство Летта (2013—2014)

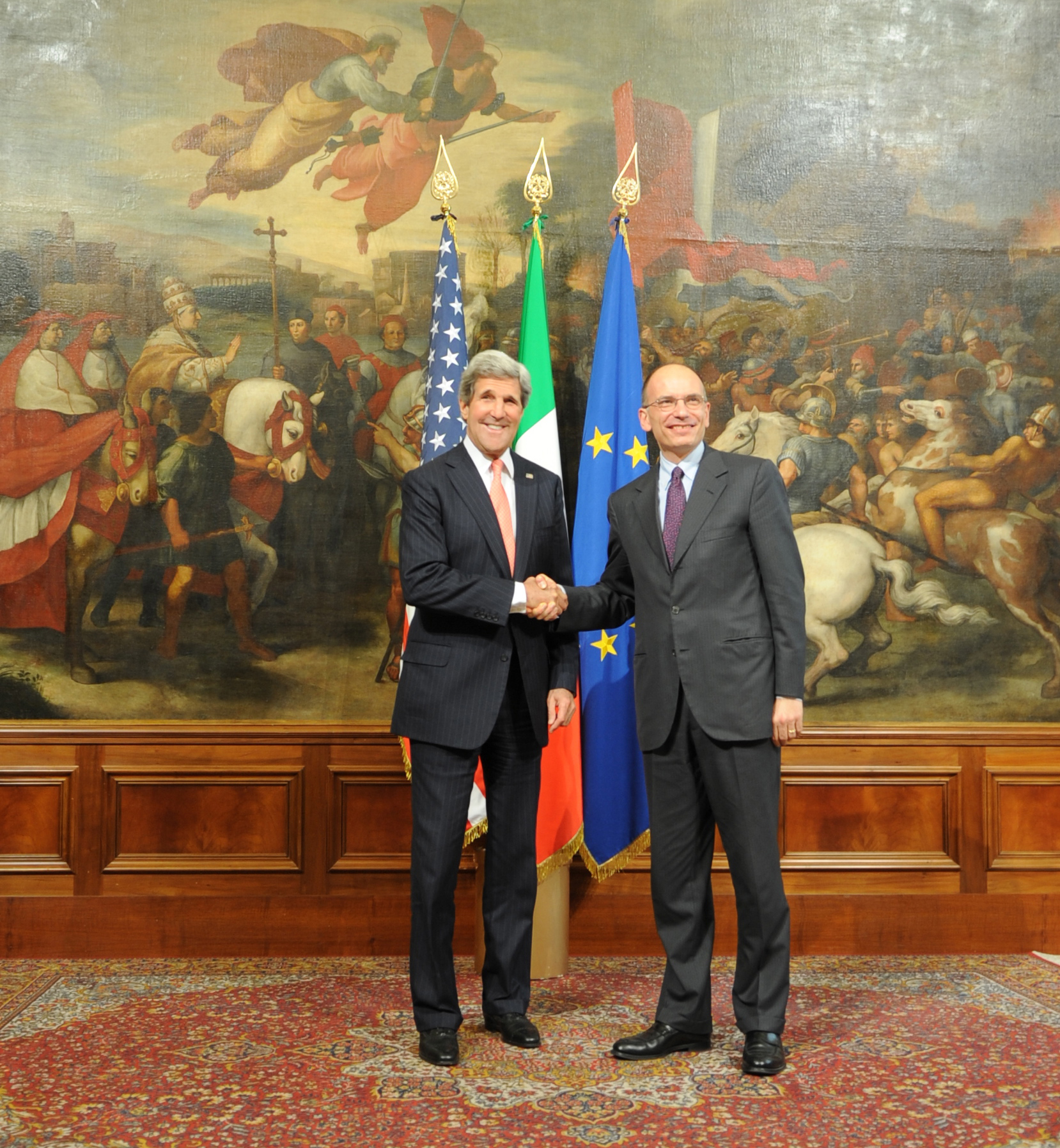
Премьер-министр Энрико Летта и государственный секретарь США Джон Керри в Палаццо Киджи 23 октября 2013 года.

Консультации по формированию нового правительства затянулись, Берсани не смог сформировать новую коалицию, и 24 апреля 2013 года на основе союза ДП с «Народом свободы» Сильвио Берлускони было создано правительство Летта, от участия в котором отказались союзники ДП по коалиции «Общее благо».
20 апреля 2013 года Берсани ушёл в отставку с должности национального секретаря ДП из-за раскола партии на президентских выборах, когда предложенные им кандидатуры не получили достаточной поддержки выборщиков, и Джорджо Наполитано был переизбран на второй срок во избежание тяжёлого политического кризиса.
11 мая 2013 года секретарём партии был избран Гульельмо Эпифани, получивший 85,8 % голосов делегатов Национальной ассамблеи.
7 декабря 2013 года лидер отколовшегося от «Народа свободы» Нового правого центра министр внутренних дел правительства Летта Анджелино Альфано в ходе учредительного конвента новой партии предложил Демократической партии сохранить правительственную коалицию на 2014 год с тем, чтобы в 2015 году пойти на досрочные выборы (по мнению Альфано, они должны были бы принести ему победу). Все представители прекратившего существование «Народа свободы» в правительстве сохранили свои места, но теперь уже в качестве представителей НПЦ.
15 декабря 2013 года Национальная ассамблея ДП избрала новым национальным секретарём победившего на предварительных выборах Маттео Ренци, а председателем партии — Джанни Куперло. 21 января 2014 года Джанни Куперло ушёл в отставку с должности председателя партии из-за конфликта с национальным секретарём Маттео Ренци по вопросу реформы избирательного законодательства, что породило слухи о расколе в ДП.

### Правительство Ренци (2014—2016)
13 февраля 2014 года Национальная дирекция Демократической партии приняла решение о формировании нового правительства для проведения ряда необходимых политических реформ (лидер меньшинства Джанни Куперло также поддержал это решение). 22 февраля 2014 года принесло присягу правительство под председательством Маттео Ренци, большинство постов в котором вновь получила Демократическая партия.

#### Европейские выборы 2014 года
В ходе выборов 25 мая 2014 года Демократическая партия одержала триумфальную победу, собрав в Италии 11 203 231 голос (40,81 %) и получив 31 место в Европейском парламенте из 73, отведённых Италии.
14 июня 2014 года Национальное собрание (Assamblea nazionale) ДП на заседании в римском отеле Ergife выбрала нового председателя партии взамен ушедшего в отставку Джанни Куперло — Маттео Орфини.

#### Реформы правительства Ренци

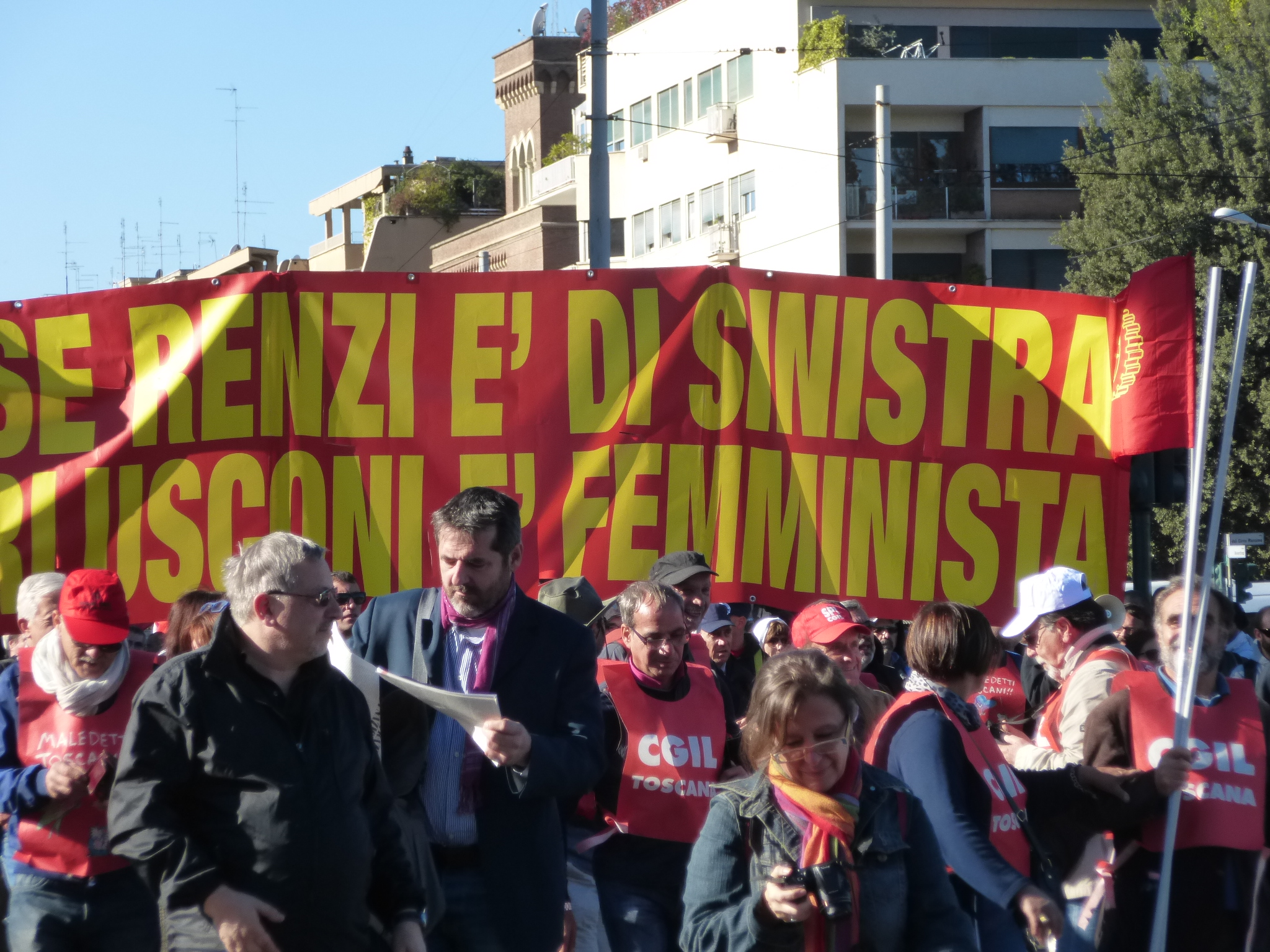
Манифестация ВИКТ в Риме 25 октября 2014 года против реформы рынка труда (надпись на транспаранте: «Если Ренци — левый, то Берлускони — феминист»).

Поддержанный премьер-министром Ренци проект закона о выборах «Италикум» встретил оппозицию внутри самой Демократической партии. В частности, при его обсуждении в сенатской Комиссии по конституционным вопросам против выступили сенаторы Ваннино Кити и Коррадино Минео, которых в июне 2014 года пришлось заменить в составе комиссии другими представителями правящей партии.
29 сентября 2014 года большинство членов Национальной дирекции ДП поддержали программу реформирования трудового законодательства Италии, предложенную правительством Ренци (Jobs Act) — 130 человек проголосовали «за», 11 воздержались, а 20 выступили против. В числе внутренней оппозиции оказались Берсани и Д’Алема.
1 декабря 2014 года Национальная дирекция ДП подавляющим большинством голосов поддержала предложение об ускорении подготовки избирательного закона «Италикум», однако причиной такого результата (только два голоса «против») являлся отказ оппозиции от участия в голосовании.
15 апреля 2015 года Национальное собрание (Assemblea Nazionale) партии с участием членов фракций в Палате депутатов и Сенате единогласно («за» проголосовали 190 делегатов) поддержало окончательную редакцию проекта нового избирательного закона «Италикум», при этом 120 представителей меньшинства в знак протеста покинули зал заседаний и не участвовали в голосовании. В числе противников законопроекта оказались Роберто Сперанца (он также ушёл в отставку с должности председателя партийной фракции в Палате депутатов), Пиппо Чивати, Альфредо Д'Атторе, Рози Бинди, Стефано Фассина и Пьер Луиджи Берсани.
6 мая 2015 года президент Маттарелла подписал принятый парламентом закон Италикум. Депутат Пиппо Чивати в знак протеста вышел из ДП, но другие видные представители партии за ним не последовали. Их позицию наблюдатели объясняют стремлением сохранить внутрипартийную оппозицию предстоящей реформе Конституции и школы.
26 января 2016 года ассамблея сенаторов из фракции ДП поддержала законопроект сенатора Моники Чиринна о легализации в Италии гражданских союзов, включая право на усыновление детей однополыми парами. Данное положение законопроекта вызывало возражения католиков во фракции, чью позицию сформулировал Стефано Коллина, который потребовал внесения поправок не только в статью 5, посвящённую этому вопросу, но и в статью 3, которая трактует порядок усыновления ребёнка одного из партнёров в однополой паре.

#### Региональные и коммунальные выборы 2015 года
31 мая 2015 года состоялись выборы региональных органов власти в семи областях Италии (Лигурия, Кампания, Умбрия, Венеция, Апулия, Тоскана, Марке), в пяти из которых победу одержали представители Демократической партии, вследствие чего партия стала контролировать 16 из 20 итальянских областей. С другой стороны, уровень поддержки избирателей в данных областях снизился для ДП вдвое по сравнению с европейскими выборами 2014 года и почти на 34 % по сравнению с парламентскими выборами 2013 года, в то время как Лига Севера улучшила свои показатели соответственно на 50 % и на 109 %. В тот же день состоялся первый тур коммунальных выборов, а по итогам второго тура голосования 14 июня в одиннадцати областях, в семи из которых мэрами административных центров являлись представители ДП, партия сохранила только за собой только четыре города. Наиболее резонансной оказалась потеря Венеции, которую левоцентристы неизменно возглавляли с 1993 года. На Сицилии второй тур завершился 15 июня, представители ДП победили только в пяти городах из 13, где проводились выборы. Движение пяти звёзд победило на выборах мэров в трёх городах, что было воспринято как триумфальный успех.

### Правительство Джентилони (2016—2018)
4 декабря 2016 года состоялся конституционный референдум по вопросу изменения полномочий и порядка формирования Сената, по результатам которого правительство Ренци потерпело поражение (40,9 % избирателей проголосовали «за», 59,1 % — «против» при явке почти 70 %).
12 декабря 2016 года сформировано правительство Джентилони.

#### Лидерство Орфини и возвращение Ренци
25 января 2017 года Конституционный суд Италии признал противоречащими Конституции несколько положений закона «Италикум». Кроме того, провал референдума о реформе Сената также сделал необходимым подготовку нового избирательного закона, поскольку «Италикум» предполагал проведение прямых выборов только в Палату депутатов.
19 февраля 2017 года Маттео Ренци в ходе национальной ассамблеи партии ушёл в отставку с должности национального секретаря и заявил о намерении выставить свою кандидатуру на новых выборах лидера ДП. В соответствии с уставом, в течение четырёх месяцев после отставки секретаря должен быть созван съезд. Исполняющим обязанности национального секретаря стал Маттео Орфини.
Внутреннюю оппозицию планам Ренци и Орфини, которые были намерены добиваться проведения досрочных парламентских выборов и формирования по их итогам нового правительства, возглавили Роберто Сперанца, Микеле Эмилиано, Энрико Росси, а также опытные политики Пьер Луиджи Берсани и Массимо Д’Алема, которые делали заявления о возможном выходе из партии их сторонников. Тем не менее, Ренци выразил уверенность в неосуществимости этих угроз.
25 февраля 2017 года Сперанца и Росси основали внутри Демократической партии группу «Статья 1 — Демократическое и прогрессивное движение», поддержанное Д’Алемой и Берсани, а позднее оно оформилось в новую политическую партию.
30 апреля 2017 года Маттео Ренци вновь одержал победу на прямых выборах лидера ДП, получив поддержку 70 % избирателей (1 283 389 голосов). Орландо получил 19,5 %, Эмилиано — 10,5 %. 15 524 бюллетеней были не заполнены или испорчены. 7 мая 2017 года в Риме Национальная ассамблея ДП утвердила возвращение Ренци к лидерству. Его сторонники, в соответствии с итогами праймериз 30 апреля, насчитывали 700 делегатов (69,8 %).
26 октября 2017 года Сенат окончательно утвердил одобренный нижней палатой проект нового избирательного закона, прозванного прессой «Розателлум» по фамилии его основного разработчика — лидера фракции ДП в Палате депутатов Этторе Розато («за» проголосовали 214 сенаторов, 61 — «против», двое воздержались).

## Парламентские выборы 2018 года

### Поражение на выборах и последующие события
4 марта 2018 года ДП потерпела тяжёлое поражение на очередных парламентских выборах, получив по пропорциональной системе 86 из 630 мест в Палате депутатов и 43 места из 315 в Сенате. Возглавляемую партией левоцентристскую коалицию поддержали около 23 % избирателей, что оставило её на третьем месте после правоцентристской коалиции, основу которой составили Лига Севера и Вперёд, Италия (около 37 %), и Движения пяти звёзд (чуть более 32 %).
12 марта 2018 года в Риме Национальная дирекция ДП в отсутствие Ренци приняла решение о его отставке и возложении на Маурицио Мартина временного исполнения обязанностей национального секретаря на период до ближайшего съезда партии.
1 июня 2018 года по итогам выборов сформировано первое правительство Конте на основе союза Движения пяти звёзд и Лиги Севера, а ДП заявила себя оппозицией.
В июне 2018 года местные выборы в ряде регионов принесли партии новые поражения — множество так называемых «красных бастионов», где прежде неизменно побеждали левоцентристы, перешли под контроль правоцентристов, Лиги Севера и Пяти звёзд (в общей сложности потеряно 33 коммуны из 76).
7 июля 2018 года Национальная ассамблея ДП утвердила Мартина в должности национального секретаря, 17 ноября 2018 года Мартина ушёл в отставку в связи с началом подготовки к партийному съезду и к прямым выборам национального секретаря.
3 февраля 2019 года на съезде партии в римском отеле Ergife оглашены итоги выборов на конференциях низовых организаций ДП, в соответствии с которыми победителями рейтингового голосования и кандидатами для участия в выборах национального секретаря стали три человека: Никола Дзингаретти (47,38 % — 88918 голосов), Маурицио Мартина (36,10 % — 67749 голосов) и Роберто Джакетти (11,13 % — 20887 голосов).
3 марта 2019 года состоялись прямые выборы, и 4 марта губернатор области Лацио Никола Дзингаретти объявлен победителем (17 марта его утвердила Национальная ассамблея).

### Второе правительство Конте и раскол Ренци (2019—2021)
4 сентября 2019 года Джузеппе Конте сформировал коалиционное правительство Д5З и ДП, а
5 сентября новый кабинет принёс присягу.
18 сентября 2019 года вышедший из ДП Маттео Ренци основал новую партию «Италия Вива», в которую вслед за ним перешли 15 сенаторов и 26 депутатов (преимущественно из Демпартии), включая действующего министра Терезу Белланова и младшего статс-секретаря Ивана Скальфаротто, а также не являющаяся парламентарием министр без портфеля по равным возможностям Элена Бонетти.

### Правительство Драги (2021—2022)
26 января 2021 года Джузеппе Конте подал в отставку из-за раскола коалиции после выхода из правительства министров от партии «Италия Вива».
12 февраля 2021 года президент Маттарелла утвердил правительство широкой коалиции, в которое наряду с ДП и Д5З вошли также Лига и Вперёд, Италия. 13 февраля министры кабинета принесли присягу.
4 марта 2021 года Никола Дзингаретти объявил об отставке с поста лидера ДП ради прекращения внутрипартийного противостояния из-за неоднозначного отношения к политическому союзу с правыми партиями.
14 марта 2021 года новым национальным секретарём партии подавляющим большинством голосов Национальной ассамблеи (860 голосов «за», 2 — «против», четверо воздержались) был избран единственный кандидат на замещение вакансии бывший премьер-министр Италии Энрико Летта. В своей программной речи он заявил о необходимости создания «новой ДП» и процитировал папу римского Франциска, говорившего о стремлении к миру, где молодые и пожилые заключат друг друга в объятия, ибо в одиночку не спасётся никто. Летта также поддержал предложения о принятии в Италии принципа Jus soli и предоставлении права голоса на выборах с 16 лет.

## Парламентские выборы 2022 года
25 сентября 2022 года состоялись досрочные парламентские выборы, по итогам которых левоцентристскую коалицию во главе с ДП поддержали только 26,1 % избирателей на выборах в Палату депутатов (из них саму Демократическую партию — 19,1 %), а также 26 % на выборах в Сенат (ДП — 19 %). 21 октября 2022 года президент Серджо Маттарелла утвердил персональный состав нового правого правительства, и на следующий день оно было приведено к присяге, а Демократическая партия осталась в оппозиции.
26 февраля 2023 года вследствие отставки Энрико Летты состоялись выборы нового лидера ДП, на которых победила Элли Шлейн. 12 марта 2023 года она была утверждена в должности Национальной ассамблеей партии.

## Результаты партии на парламентских выборах
| Палата депутатов | Палата депутатов       | Палата депутатов | Палата депутатов | Палата депутатов | Сенат                  | Сенат | Сенат      | Сенат |                     |
| Год              | Получено голосов       | %                | Мест             | +/-              | Получено голосов       | %     | Мест       | +/-   | Лидер               |
| 2008             | 12 092 969 (2-е место) | 33,17            | 217 из 630       | -                | 11 052 577 (2-е место) | 33,10 | 118 из 315 | -     | Вальтер Вельтрони   |
| 2013             | 8 644 187 (1-е место)  | 25,42            | 292 из 630       | ▲ 75             | 8 399 991 (1-е место)  | 27,43 | 105 из 315 | ▼ 13  | Пьер Луиджи Берсани |
| 2018             | 6 134 727 (3-е место)  | 18,7             | 107 из 630       | ▼ 185            | 5 769 955 (3-е место)  | 19,1  | 51 из 315  | ▼ 54  | Маттео Ренци        |
| 2022             | 5 356 180              | 19,1             | 69 из 400        | -                | 5 226 732              | 19    | 40 из 200  | -     | Энрико Летта        |

| Европейский парламент |                        |       |               |      |                    |
| Год выборов           | Получено голосов       | %     | Получено мест | +/-  | Лидер              |
| 2009                  | 8 008 203 (2-е место)  | 26,1  | 21 из 72      | -    | Дарио Франческини  |
| 2014                  | 11 203 231 (1-е место) | 40,81 | 31 из 73      | ▲ 10 | Маттео Ренци       |
| 2019                  | 6 089 853 (2-е место)  | 22,74 | 19 из 76      | ▼ 12 | Никола Дзингаретти |
| 2024                  | 5 604 346 (2-е место)  | 24,11 | 21 из 76      | ▲ 2  | Элли Шлейн         |

## Организационная структура
Демократическая партия состоит из областных союзов (Unione regionale) по одному на область, областные союзы из провинциальных союзов (Unione provinciale) по одному на провинцию, провинциальные союзы из общинных союзов (Unione Comunale) по одной на общину, общинные союзы из клубов (Circoli) по одной на несколько домов — территориальные клубы (Circoli territoriali) или предприятие — производственные клубы (Circoli di ambiente), многие небольшие общинные союзы заменены клубами, также многие клубы существуют на уровне районов.
Высший орган — Национальное собрание (Assemblea Nazionale), избирается областными собраниями, между национальными собраниями — Национальная дирекция (Direzione Nazionale), избирается национальным собранием, исполнительные органы — Президиум и Национальный секретариат (Segreteria Nationale), избираются национальным собранием, высшее должностное лицо — Секретарь (Segretario), прочие должностные лица — заместители секретаря (Vicesegretari), Национальный казначей (Tesoriere nazionale) и Председатель национального собрания (Presidente dell’Assemblea Nazionale), избираются национальным собранием, высший контрольный орган — национальная комиссия гарантии, избирается национальным собранием.
Областные союзы
Высший орган областного союза — областные собрания (assemblea regionale), избирается провинциальными собраниями, между областными собраниями — областные дирекции (direzione regionale), избираются областным собранием, исполнительные органы областного союза — областные исполнительные комитеты и областные секретариаты (segretaria regionale), избираются областным собранием, высшее должностное лицо областного союза — областной секретарь (segretario regionale), избирается областным собранием, контрольный орган областного союза — областная комиссия гарантии (Commissione regionale di garanzia), избираются областным собранием.
Провинциальные союзы
Высший орган провинциального союза — провинциальное собрание (assemblea provinciale), избираются общинными собраниями, между провинциальными собраниями — провинциальная дирекция (direzione provinciale), избирается провинциальным собранием, исполнительные органы провинциального союза — провинциальные исполнительные комитеты и провинциальные секретариаты (segretaria provinciale), избираются провинциальным собранием, высшее должностное лицо провинциального союза — провинциальные секретари (segretario provinciale), избирается провинциальным собранием, контрольный орган провинциального союза — провинциальные комиссии гарантии (Commissione provinciale di garanzia), избирается провинциальным собранием.
Общинные союзы
Высший орган общинного союза — общинные собрания (assemblea comunale), избирается общими собраниями, между общинными собраниями — общинная дирекция (direzione comunale), избираются общинным собранием, исполнительные органы общинного союза — общинные исполнительные комитеты и общинные секретариаты (segretaria comunale), избираются общинным собранием, высшее должностное лицо общинного союза — общинный секретарь (segretario comunale), избирается общинным собранием, контрольный орган общинного союза — общинные комиссии гарантии, избирается общинным собранием.
Клубы
Высший орган клуба — общее собрание (Assemblea degli iscritti), между общими собраниями — дирекция клуба, избирается общим собранием, исполнительный орган клуба — исполнительный комитет клуба, избирается общим собранием, высшее должностное лицо клуба — секретарь клуба (Segretario di Circolo), избирается общим собранием, контрольный орган клуба — комиссии гарантии клубов, избирается общим собранием.
Молодёжная организация
Молодёжная организация — «Молодые демократы» (Giovani Democratici). «Молодые демократы» состоят из областных союзов по одной на область, областные союзы из федераций по одной на провинцию, федерации из клубов по одному на общину. Высший орган — съезд, между съездами — национальная дирекция, исполнительные органы — национальный исполнительный комитет и национальный секретариат, высшее должностное лицо — национальный секретарь, высший контрольный орган — Национальный комитет гарантии.

## Список национальных секретарей
| Фото | Имя                                           | Оригинальное имя   | Период                                               |
| ---- | --------------------------------------------- | ------------------ | ---------------------------------------------------- |
|      | Вальтер Вельтрони                             | Walter Veltroni    | 27 октября 2007 — 21 февраля 2009                    |
|      | Дарио Франческини                             | Dario Franceschini | 21 февраля 2009 — 7 ноября 2009                      |
|      | Пьер Луиджи Берсани                           | Pier Luigi Bersani | 7 ноября 2009 — 20 апреля 2013                       |
|      | Гульельмо Эпифани                             | Guglielmo Epifani  | 11 мая 2013 — 15 декабря 2013                        |
|      | Маттео Ренци                                  | Matteo Renzi       | 15 декабря 2013 — 19 февраля 2017                    |
|      | Маттео Орфини (и. о.)                         | Matteo Orfini      | 19 февраля — 7 мая 2017                              |
|      | Маттео Ренци                                  | Matteo Renzi       | 7 мая 2017 — 12 марта 2018                           |
|      | Маурицио Мартина (временный лидер до выборов) | Maurizio Martina   | 12 марта 2018 (и. о. до 07.07.2018) — 17 ноября 2018 |
|      | Никола Дзингаретти                            | Nicola Zingaretti  | 17 марта 2019 — 14 марта 2021                        |
|      | Энрико Летта                                  | Enrico Letta       | 14 марта 2021 — 12 марта 2023                        |
|      | Элли Шлейн                                    | Elly Schlein       | с 12 марта 2023                                      |

## Внутрипартийные течения

### Социал-демократическое направление
- «Берсанианцы» (сторонники Берсани).
- «Младотурки» (сторонники Маттео Орфини).
- «Далеминианцы» (Dalemiani) — сторонники Массимо Д'Алема.
- «Чиватианцы» (Civatiani) — приверженцы либерального социализма, сторонники Пиппо Чивати, в 2015 году основавшего собственную партию.

### Христианско-социалистическое направление
- Христианские социалисты (it:Cristiano Sociali).
- Демократы (it:Area Democratica) — преемники идей Христианско-демократической и Народной партии; видные представители: Дарио Франческини, Франко Марини, Лапо Пистелли, Пина Пичьерно (it:Pina Picierno), Антонелло Соро (it:Antonello Soro), Пьеро Фассино, Серджо Кьямпарино.
- «Леттианцы» — сторонники Энрико Летта.
- «Подлинные демократы» (Democratici Davvero) — сторонники председателя партии в 2009—2013 годах Рози Бинди.
- «Продианцы» — сторонники Романо Проди.
- «Фьоронианцы» — сторонники Джузеппе Фьорони.

### Либеральное направление
- «Ренцианцы» — сторонники Маттео Ренци.
- «Вельтронианцы» — сторонники Вальтера Вельтрони.
- «Либералы» (Liberal Pd) — ассоциация, положившая начало организации ДП 26 июня 2008 года, в числе инициаторов — Энцо Бьянко.

### Экологическое направление
- «Демократические экологи» (Ecologisti Democratici) — сторонники Эрмете Реалаччи (it:Ermete Realacci).